# Stanisław Kania
Stanisław Kania (Wrocanka, 8 marzo 1927 – Varsavia, 3 marzo 2020) è stato un politico polacco.

## Biografia
Nel 1944, a 17 anni, militò nella resistenza polacca contro il nazismo e l'anno seguente si iscrisse al Partito comunista polacco. Frequentò la scuola del partito diplomandosi nel 1952. Nel 1975 divenne membro del Politburo.
In seguito alle dimissioni di Edward Gierek da segretario del Partito comunista, Kania fu designato suo successore il 6 settembre 1980. Nel riconoscere gli errori nella politica economica dei suoi predecessori, accettò di incontrare i rappresentanti di sindacati e movimenti di opposizione al regime comunista, a cominciare da Lech Wałęsa, fondatore e leader di Solidarność. Tuttavia, a causa della sua linea ritenuta troppo morbida nei confronti degli oppositori, nell'ottobre del 1981 fu costretto a dimettersi lasciando l'incarico di segretario al generale Wojciech Jaruzelski che era divenuto Primo Ministro pochi mesi prima.